# Apología de Sócrates
Apología de Sócrates (Ἀπολογία Σωκράτους) es una obra de Platón, que da una versión del discurso que Sócrates pronunció como defensa, ante los tribunales atenienses, en el juicio en el que se le acusó de corromper a la juventud y no creer en los dioses de la polis.
Aunque su datación exacta es incierta, el texto, por su temática, pertenece al ciclo platónico de las primeras obras llamadas «socráticas», que Platón escribió en su juventud, e incluso se piensa que es su primera obra.

## Introducción

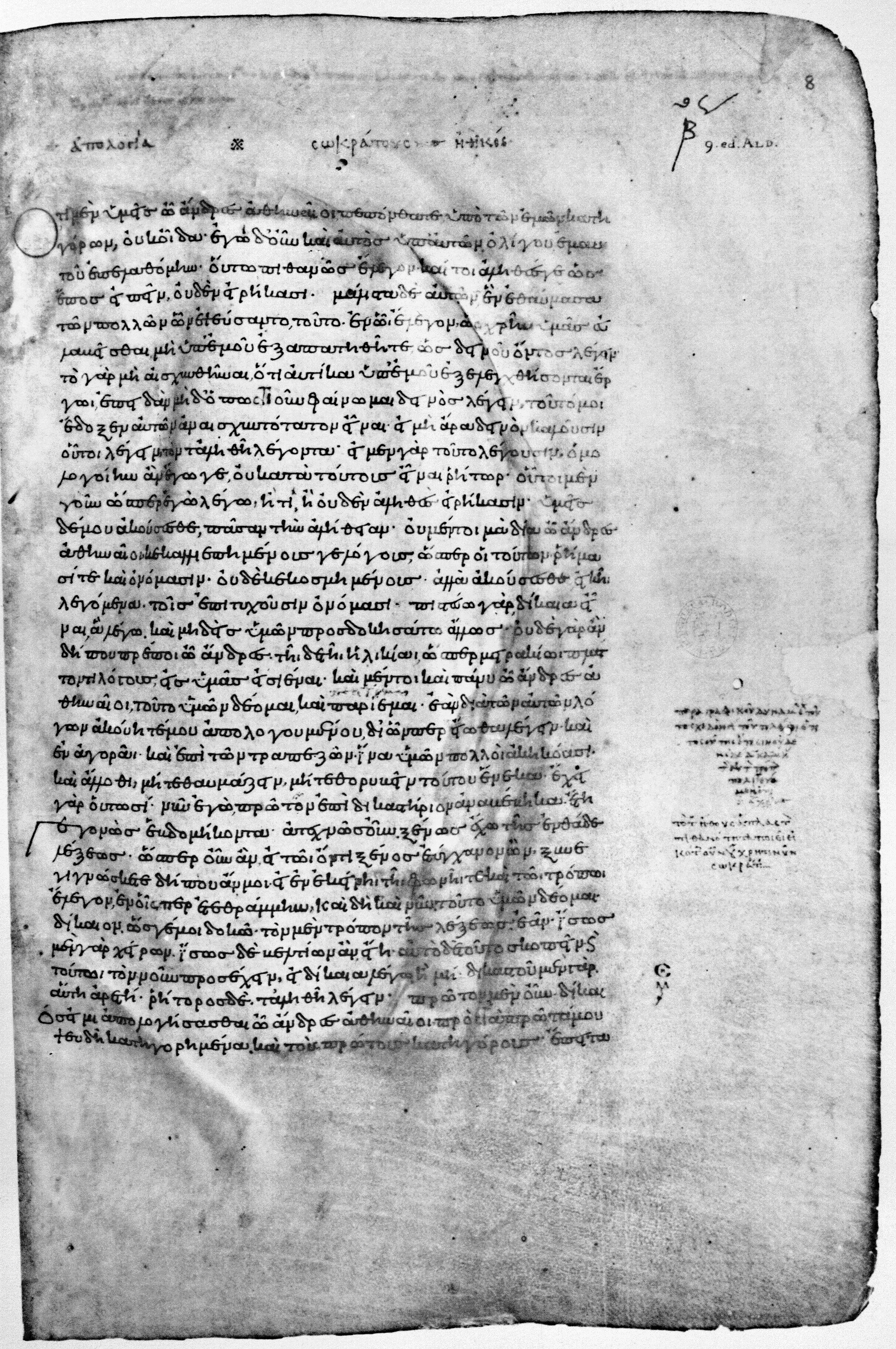
Comienzo del texto en un códice medieval (895 d. C.)

Sócrates comienza diciendo que no sabe si los atenienses (asamblea general) han sido ya persuadidos por los que lo acusan. Este comienzo es crucial para establecer el tema de todo el discurso, pues es frecuente que Platón comience sus diálogos socráticos exponiendo la idea general del texto. En este caso, el diálogo se abre con "¡Ciudadanos atenienses!, Ignoro qué impresión habrán despertado en vosotros las palabras de mis acusadores". Este ignoro sugiere que la filosofía expuesta en la Apología va a consistir enteramente en una sincera admisión de ignorancia, pues todo su conocimiento procede de su no saber nada: "Sólo sé que no sé nada".
Sócrates pide al jurado que no le juzgue por sus habilidades oratorias, sino por la verdad que estas convocan. A su vez, asegura que no va a utilizar ornamentos retóricos ni frases cuidadosamente preparadas, sino que va a decir en voz alta lo que se le pase por la cabeza, las mismas palabras que utilizaría en el ágora y en las reuniones. Sin embargo, demuestra ser un maestro en retórica, no es solo elocuente y persuasivo, sino que sabe jugar con el jurado.
El discurso, que ha puesto a los lectores de su lado durante más de dos milenios, no consigue ganarle el juicio. Sócrates fue condenado a muerte, y ha sido admirado[¿quién?] por su calmada aceptación de ello.

### La acusación
Los tres hombres en presentar cargos contra Sócrates son:
- Ánito, hijo de un ateniense prominente, Antemión. Ánito es también un personaje en otra de las obras de Platón (Menón 90f), que aparece inesperadamente mientras Sócrates y Menón (que está visitando Atenas) discuten si la virtud puede ser enseñada. Sócrates argumenta que no, y ofrece como evidencia que muchos buenos atenienses han tenido hijos inferiores a sus padres, tras lo cual procede a dar nombres, entre ellos Pericles y Tucídides. Ánito se ofende, y avisa a Sócrates que menospreciar ("kakòs légein") a esas personas le traerá problemas algún día. (Menón 94e-95a).

- Meleto, de los tres el único en hablar durante la defensa de Sócrates. También se lo menciona en otro diálogo, Eutifrón, aunque no aparece. En él Sócrates dice que Meleto es un joven desconocido de gran nariz aquilina. En la Apología, Meleto presenta sus acusaciones, lo que permite a Sócrates rebatirlas. Sin prestar mucha atención a los cargos que está afirmando, acusa a Sócrates de ateísmo, y de corromper a la juventud mediante sus enseñanzas.

- Licón, del cual poco se sabe; de acuerdo con Sócrates era representante de los oradores.

### Los cargos contra Sócrates
Sócrates dice que tiene que rechazar dos tipos de acusaciones diferentes: su "mala fama", la opinión esparcida por sus rivales de que es un criminal y un curioso que pregunta hasta al cielo y la tierra; y los más recientes cargos legales de corromper a los jóvenes y de creer en cosas sobrenaturales de su propia invención, en vez de los dioses de la polis.
Sobre su mala fama dice que son el resultado de años de rumores y prejuicio, y por lo tanto no pueden ser respondidos. Sócrates descalifica estos "cargos informales" dándoles una apariencia legal diciendo: "Sócrates comete delito al investigar los fenómenos celestes y subterráneos, debido a que, según ellos, convierte el argumento más débil en el más fuerte, instruyendo esto a otros, y sin creer en los dioses, es decir, es ateo". También dice que estas alegaciones nacieron de la boca de cierto poeta cómico, es decir, Aristófanes.
La apasionada defensa de Sócrates al ser acusado de sofista, no es más que una distracción de las otras, más graves, acusaciones, pues los sofistas no eran condenados a muerte en Grecia; al contrario, eran frecuentemente buscados por los padres para ser tutores de sus hijos, por lo que Sócrates dice que no puede ser confundido con un sofista, ya que estos son sabios (o creen que lo son), y están bien pagados, mientras que él es pobre (a pesar de ser frecuentemente visto en las mesas de juego), y dice no saber absolutamente nada.

## La obra

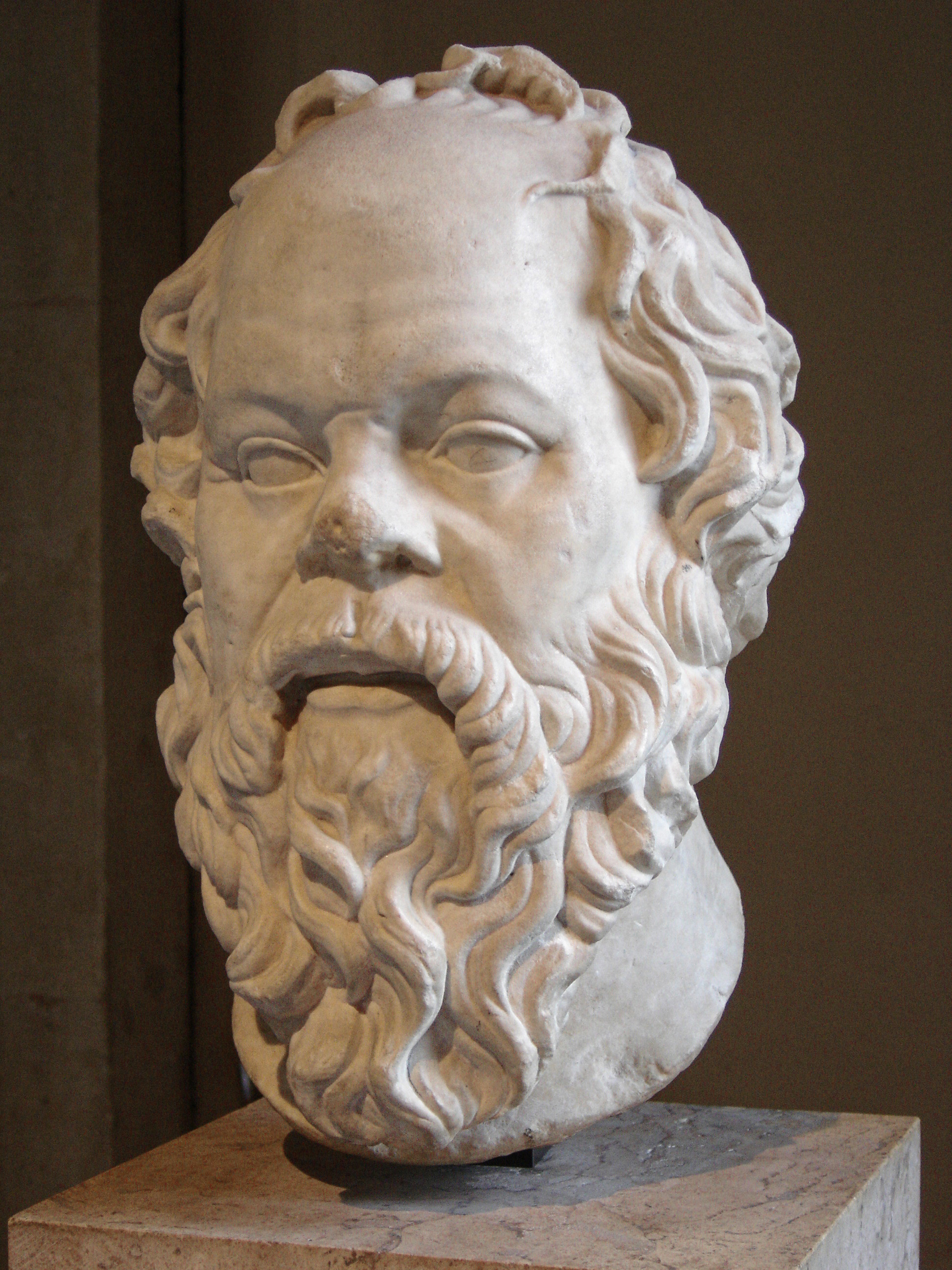
Busto de Sócrates en mármol. Copia de origen romano.

La Apología se divide en tres partes. La primera, para propia defensa de Sócrates, contiene las partes más famosas del texto, como el recuerdo de la visita que realiza Querefonte al Oráculo de Delfos y su refutación a Meleto; la segunda parte, en la que Sócrates debe proponer una condena alternativa a la impulsada por sus acusadores; y la tercera, donde Sócrates es condenado a muerte.

### Discurso principal (17a - 35d)
Sócrates acusa a Meleto, cuyo nombre significa "aquel al que le importa".[cita requerida] La acusación peor que se le imputa es corromper a los jóvenes enseñándoles una versión de ateísmo, y Sócrates clama que si Meleto está convencido, debe ser porque Aristófanes (con su obra Las nubes, escrita 24 años antes) corrompió las mentes de su audiencia, cuando ésta era joven.
A continuación, relata que un día un amigo suyo ya fallecido, Querofonte, acudió al Oráculo de Delfos para preguntar si había alguien más sabio que él, a lo que el dios respondió que no había nadie más sabio que Sócrates. Cuando Querefonte se lo contó, Sócrates lo tomó como una adivinanza, pues estaba convencido de no poseer sabiduría grande o pequeña, a la vez que creía que los dioses no mentían. Así pues, Sócrates partió en una "misión divina" para resolver la paradoja (que un hombre ignorante pudiera ser también la persona más sabia de la ciudad), e intentó demostrar que el dios se equivocaba. 
Buscando la respuesta a este problema, procedió a realizarle preguntas sistemáticamente a los políticos, los poetas y los artesanos, para ver quién era realmente más sabio. En el proceso se da cuenta de que los políticos son impostores; los poetas no comprendían sus propias obras, al igual que los visionarios y los profetas no comprenden sus visiones; y los artesanos tampoco se libran de ser pretenciosos. Llega a la conclusión de que él mismo es el hombre más sabio, porque sabe que no sabe, mientras que las demás personas con las que hablaba creían saber, y en realidad no sabían.
Sócrates dice que estas preguntas indiscriminadas le ganaron la reputación de entrometido, pero a partir de ahí él interpreta su misión en la vida como la prueba de que la verdadera sabiduría pertenece exclusivamente a los dioses, y que la sabiduría humana tiene poco o ningún valor. Todo esto llevó a que las personas consideradas sabias por la sociedad se volvieran enemigas suyas, ya que él los dejaba en ridículo y con ello amenazaba su autoridad. Así, intenta demostrar al jurado que lo que piensan sobre él no es verdad, ya que estas personas desde hace años hablaban mal de él con intención de dañarlo.

#### Defensa frente a los cargos formales
Una vez aclarado lo anterior, el filósofo procede a defenderse de la acusación de ateísmo, tendiendo una trampa a Meleto logrando que éste se contradiga en su doble acusación de ateísmo y corrupción de los jóvenes.
Para defenderse de la acusación por impiedad Sócrates apela a conceptos de la religión griega como su daimon, que él ve como una experiencia sobrenatural, y asegura que los dioses no permiten que un hombre bueno sea dañado por uno peor que él. En cuanto a la segunda acusación, se defiende preguntando que si ha corrompido a alguien ¿por qué no acuden como testigos?, si han sido corrompidos, ¿por qué no ha intercedido la familia en su beneficio?, además muchos de estos familiares acudieron al juicio en su defensa. 
Sócrates proclama no haber sido nunca un profesor, puesto que no ha impartido su conocimiento a otros. Por esta razón no se le puede hacer culpable de lo que hacen otros ciudadanos. Para argumentar que su insistencia en hacer preguntas es lo mejor que le ha pasado a Atenas, utiliza una metáfora en la que él es como un tábano que mantiene despierto un caballo perezoso, que representa a la ciudad.
Por último, Sócrates no hará nada para ganarse la opinión del jurado y no tiene miedo a las consecuencias que puedan suceder, así que confiará en la verdad. El jurado, sin embargo, lo encuentra culpable por 281 votos a 275.

### Después del veredicto (35e - 38b)
Sócrates propone un castigo que no le generará popularidad. Como se considera benefactor de Atenas, dice que deberían participarlo en las comidas del Pritaneo, uno de los edificios que albergaba a miembros de la asamblea. Esto era un honor reservado a atletas y otros ciudadanos importantes, por lo tanto muchos de los presentes se ofendieron por considerarlo un acto de soberbia. 
Considera después como pena el pago de una multa de una mina de plata (100 dracmas), pues no tenía suficiente dinero para pagar una multa mayor. El jurado, considerándolo una suma muy pequeña comparada con el castigo propuesto por la acusación, opta por la condena a muerte. Los amigos de Sócrates, Platón, Critón, Critóbulo y Apolodoro, se disponen a aumentar la suma inicial a 30 minas, pero la asamblea no ve esto como una alternativa, por lo que se deciden por la pena de muerte bebiendo cicuta.

### Tras la sentencia (38c - 42aD)
La alternativa propuesta por Sócrates enfadó al jurado. 280 votaron por la sentencia a muerte, y solo 220 votaron en favor de su propuesta. Sócrates, entonces, responde al veredicto, refiriéndose primero a los que votan por su muerte. Afirma que no ha sido la falta de argumentos lo que ha dado resultado a su condena, sino su repulsión por rebajarse a las habituales prácticas sentimentalistas que podían esperarse de cualquiera que se encuentra ante una condena a muerte e insiste, de nuevo, que la cercanía de la muerte no exime a uno de seguir el camino de la bondad y la verdad. Profetiza que críticos más jóvenes y severos seguirán sus pasos, sometiéndoles a un examen más riguroso de sus propias vidas. Para aquellos que votaron a su favor dice que su "daimon" no quiso detenerle en su discurso pues consideraba que era la forma correcta de actuar. Como consecuencia, la muerte debe ser una bendición pues, o constituirá la aniquilación (trayendo paz a todas sus preocupaciones) o una migración a otro lugar en el que conocer las almas de gente tan famosa como Hesíodo y Homero o héroes como Odiseo, con los que puede continuar su labor de preguntar todo.  
Sócrates concluye la Apología diciendo que no guardará rencor contra los que le han acusado y condenado, y en un acto de total confianza les pide que cuiden de sus tres hijos mientras estos crecen, asegurándose de que estos pongan lo bueno por delante de su propio interés.
Al final de todo, Sócrates dice: "Es hora de irse, yo para morir, y vosotros para vivir. ¿Quién de nosotros va a una mejor suerte?, nadie lo sabe, solo los dioses lo saben".

### Ediciones
- Ioannes Burnet, ed. (1902). Platonis Opera - Recognovit brevique addnotatione critica instruxit Ioannes Burnet - Tomus I tetralogiam I continens. Londres: Oxford University Press.
- Platón (2003). Diálogos. Obra completa en 9 volúmenes. Volumen I: Apología. Critón. Eutifrón. Ion. Lisis. Cármides. Hipias menor. Hipias mayor. Laques. Protágoras. Madrid: Editorial Gredos. ISBN 978-84-249-0081-6.
- – (1994). Apología de Sócrates, seguida de la Defensa de Sócrates ante los jueces de Jenofonte. traduc. y prólogo de J. A. Moreno Jurado. Sevilla: Padilla Libros. ISBN 978-84-87039-60-7.
- –. Apología de Sókrates. Traducción, prólogo y notas por Juan Bautista Bergua, Clásicos Bergua. Madrid: Ediciones Ibéricas, La Crítica Literaria. ISBN 978-84-7083-015-0.

### Estudios
- Guthrie, William Keith Chambers (ed. ing. Cambridge University Press 1962, ed. esp. 1990). Historia de la filosofía griega. IV: Platón. El hombre y sus diálogos: primera época)(título original A History of Greek Philosophy, Plato. The Man and his Dialogues: Earlier Period. Madrid: Editorial Gredos. ISBN 84-249-1440-6.